# Šošiće
Šošiće (em cirílico: Шошиће) é uma vila da Sérvia localizada no município de Brus, pertencente ao distrito de Rasina. A sua população era de 85 habitantes segundo o censo de 2011.

## Demografia
| 1948 | 1953 | 1961 | 1971 | 1981 | 1991 | 2002 | 2011 |
| ---- | ---- | ---- | ---- | ---- | ---- | ---- | ---- |
| 240  | 262  | 264  | 255  | 199  | 174  | 109  | 85   |